# Beerwout I van Egmont
Beerwout, heer van Egmont (ca. 1050 - 1114) was heerser van Egmont.
Beerwout had een belofte aan de abt Stephanus van Gendt, hoeder van de abdij van Egmond gedaan om met de Eerste Kruistocht mee te gaan, om zo de zonde van zichzelf en zijn voorvaderen te doen vergeten. Bij terugkomst had de abt zijn pacht van zes tienden tot heerlijkheid laten verklaren en tevens de erfrechten schriftelijk vast laten leggen.
Volgens sommige volksvertellingen zou Beerwout onderweg naar het Heilige Land al zijn overleden in 1096, en werd zijn grondgebied in Egmond alsnog als heerlijkheid uitgeroepen. Hij werd opgevolgd door zijn zoon Beerwout II van Egmont.